# Bartol Barišić
Bartol Barišić (* 1. Januar 2003 in Zagreb) ist ein kroatischer Fußballspieler, der als Leihspieler des DAC Dunajská Streda beim SK Austria Klagenfurt unter Vertrag steht.

## Karriere

### Verein
Barišić begann beim NK Croatia Sesvete mit dem Fußballspielen, bevor er 2010 zu Dinamo Zagreb wechselte. Am 24. Juli 2020 gab er beim 2:0-Heimsieg gegen NK Varaždin mit 17 Jahren sein Debüt für die Profimannschaft, als er in der 85. Spielminute eingewechselt wurde. Knapp zwei Monate später wurde er von der Zeitung The Guardian als einer der besten jungen Talente seines Jahrgangs gelistet. Anschließend spielte er regelmäßig für die Reservemannschaft von Dinamo in der Zweiten Liga. Im Sommer 2022 wurde der Stürmer dann für ein Jahr an Erstligist NK Istra 1961 verliehen. Im August 2022 ging er leihweise zum NK Domžale.
Im September 2023 verließ er Dinamo endgültig und wechselte in die Slowakei zum DAC Dunajská Streda. Für DAC kam er in zwei Spielzeiten zu 21 Einsätzen in der 1. liga. Zur Saison 2025/26 wechselte er leihweise zum österreichischen Zweitligisten SK Austria Klagenfurt.

### Nationalmannschaft
Zwischen 2017 und 2022 durchlief Barišić die Jugendnationalmannschaften von Kroatien.

## Erfolge
- Kroatischer Meister: 2021